# (6890) Savinykh
(6890) Savinykh (1975 RP) – planetoida z pasa głównego asteroid okrążająca Słońce w ciągu 5,78 lat w średniej odległości 3,22 j.a. Odkryta 3 września 1975 roku.